# 니레우스
니레우스(그리스어: Νιρεύς)는 그리스 신화에 나오는 이름이다.
- 포세이돈과 카나케 사이에서 태어난 아들.

- 쉬메의 왕 카로포스와 아글라이에 사이에서 태어난 아들. 역시 쉬메의 왕으로서 배 세 척을 이끌고 트로이 전쟁에 그리스 연합군의 일원으로 참여하였다. 그는 트로이에 원정한 모든 그리스인들 중에서 아킬레우스 다음가는 미남(美男)이었다고 한다. 그러나 그는 힘이 약했고 따르는 백성도 많지 않았다.[1] 그는 에우리퓔로스에게 전사했다.

- 173086 니레우스는 트로이 전쟁의 니레우스의 이름을 딴 소행성의 이름이다.